# Тюрев, Михаил Александрович
Михаил Александрович Тюрев (1928—2007) — советский хозяйственный, государственный и политический деятель. Член КПСС. 
Лауреат Государственной премии СССР (1975, 1991).

## Биография
Родился в 1928 году в деревне Юрьевец Арефинской волости Павловского уезда Нижегородской губернии. 
С 1955 года — на хозяйственной, общественной и политической работе. В 1955—1994 гг. — электромонтёр, начальник смены, руководитель электротехнической группы, секретарь парткома на химическом предприятии в Дзержинске, директор Дзержинского филиала Опытно-конструкторского бюро автоматики, директор ОАО «Цвет».
За разработку аналитических газовых хроматографов «Цвет» был в составе коллектива удостоен Государственной премии СССР в области науки и техники 1975 года.
Умер в Дзержинске в 2007 году.